# Qilong (socken i Kina, lat 31,16, long 107,83)
Qilong (kinesiska: 骑龙乡, 骑龙) är en socken i Kina. Den ligger i provinsen Sichuan, i den sydvästra delen av landet, omkring 360 kilometer öster om provinshuvudstaden Chengdu.
Genomsnittlig årsnederbörd är 1 751 millimeter. Den regnigaste månaden är september, med i genomsnitt 350 mm nederbörd, och den torraste är december, med 13 mm nederbörd.